# Micah Sanders
Micah Sanders est un personnage de fiction du feuilleton télévisé américain Heroes (NBC), interprété par Noah Gray-Cabey. 

## Son histoire

### Volume 1: Genesis
Il vit à Las Vegas avec sa mère (Niki Sanders) et il est très intelligent et féru de jeux de société. Il est parfaitement conscient des "occupations" professionnelles de sa mère. Il est retenu par Candice Wilmer sur ordre de Lindermann, celui-ci se sert de lui pour truquer les élections et déclarer Petrelli vainqueur. Ses parents le sauveront des griffes du mafieux à la fin de la saison.

### Volume 2: Générations
Peu après l'explosion, Niki et Micah emmènent DL dans un hôpital où il est soigné. Quelques jours plus tard, tous les trois fêtent l'anniversaire du jeune garçon puis après que Niki se soit enfui, son mari va la chercher et est assassiné. Micah et sa mère assistent aux funérailles.
Sa mère Niki va l'emmener chez sa tante Nana Dawson où habitent aussi ses cousins, Damon et Monica. Il se rend vite compte que cette dernière possède le pouvoir de mimétisme musculaire et l'aide à contrôler et aimer son pouvoir. Quelques jours plus tard, Niki rentre en annonçant qu'elle a un virus qui la prive de ses capacités. Plus tard, Damon vole la médaille de DL puis se fait racketter par des bandits. Aidé de sa cousine, Micah les poursuit mais Monica se fait capturer. Le jeune garçon demande alors de l'aide à sa mère et ils localisent Monica dans un immeuble enflammé. Niki parvient à la sauver mais n'arrive pas à sortir et meurt lors de l'explosion du bâtiment.

### Volume 3: Les Traîtres
Micah réapparait dans l'épisode 3. Après avoir assisté aux obsèques de Niki, Il rencontre Tracy Strauss, qui ressemble étrangement à sa mère. Celle-ci cherche des informations sur la mère du jeune garçon et ce dernier, grâce à son pouvoir, découvrent que les deux femmes sont nées dans le même hôpital, grâce au même docteur, Zimmerman. Tracy laisse Micah et part rendre visite à ce dernier.

### Volume 4: Les Fugitifs
Au début du volume, Micah aide les héros à échapper à la traque sous le pseudonyme "Rebelle" après avoir appris le but d'une opération gouvernementale menée par Nathan Petrelli. Lorsque Tracy Strauss parvient à s'échapper, il vient l'aider en personne (alors qu'il se contentait d'agir à distance jusque-là) mais ils sont suivis par les agents et Tracy se sacrifie pour sauver son neveu. Quelques jours plus tard, il est repéré par les agents mais Sylar le sauve avant de lui ordonner de partir.

## Pouvoir
Il possède le pouvoir de technopathie, le rendant capable de communiquer et commander les machines à volonté. Son pouvoir lui offre donc de grandes possibilités : il peut par exemple faire marcher un téléphone en panne, sortir à volonté de l'argent d'un distributeur de billets, truquer le système de comptage des voix aux élections ou envoyer des messages aux différents spéciaux.